# 古城村 (熊本県)
古城村（こじょうむら）は、熊本県阿蘇郡にあった村。

## 歴史
- 1889年（明治22年）4月1日 - 町村制の施行により、北坂梨村の大部分、三野村、手野村が合併し成立。
- 1954年（昭和29年）4月1日 - 坂梨村・宮地町・中通村と合併して一の宮町が発足。同日古城村廃止。